# FC Den Bosch
Der FC Den Bosch ist ein niederländischer Fußballverein aus ’s-Hertogenbosch. Seit der Spielzeit 2005/06 spielt der Klub in der niederländischen Eerste Divisie, der zweiten Liga.

## Allgemeines
Die Vereinsfarben des FC Den Bosch sind Blau und Weiß. Das Logo des Vereins zeigt einen Drachen, gegebenenfalls unter Bezugnahme auf die uneinnehmbare Festung, die im Achtzigjährigen Krieg zwischen Sümpfen der Stadt als Rückzug diente und den Spitznamen Moerasdraak (dt.: Schlammdrache) hatte.

## Geschichte
| Saison    | Liga           | Platz | Bemerkung     |
| --------- | -------------- | ----- | ------------- |
| 1956/57   | Eredivisie     | 15    | BVV           |
| 1957/58   | Eredivisie     | 18    | BVV/Abstieg   |
| 1971/72   | Eredivisie     | 16    | [ 3 ]         |
| 1972/73   | Eredivisie     | 18    | Abstieg       |
| 1976/77   | Eerste Divisie | 12    |               |
| 1977/78   | Eerste Divisie | 8     |               |
| 1978/79   | Eerste Divisie | 7     |               |
| 1979/80   | Eerste Divisie | 4     |               |
| 1980/81   | Eerste Divisie | 6     |               |
| 1981/82   | Eerste Divisie | 5     |               |
| 1982/83   | Eerste Divisie | 3     | Aufstieg      |
| 1983/84   | Eredivisie     | 10    |               |
| 1984/85   | Eredivisie     | 6     |               |
| 1985/86   | Eredivisie     | 6     |               |
| 1986/87   | Eredivisie     | 10    |               |
| 1987/88   | Eredivisie     | 7     |               |
| 1988/89   | Eredivisie     | 7     |               |
| 1989/90   | Eredivisie     | 17    | Abstieg       |
| 1990/91   | Eerste Divisie | 17    | KNVB-Finalist |
| 1991/92   | Eerste Divisie | 2     | Aufstieg      |
| 1992/93   | Eredivisie     | 17    | Abstieg       |
| 1993/94   | Eerste Divisie | 11    |               |
| 1994/95   | Eerste Divisie | 18    |               |
| 1995/96   | Eerste Divisie | 3     |               |
| 1996/97   | Eerste Divisie | 7     |               |
| 1997/98   | Eerste Divisie | 4     |               |
| 1998/99   | Eerste Divisie | 1     | Aufstieg      |
| 1999/2000 | Eredivisie     | 18    | Abstieg       |
| 2000/01   | Eerste Divisie | 1     | Aufstieg      |
| 2001/02   | Eredivisie     | 16    | Abstieg       |
| 2002/03   | Eerste Divisie | 5     |               |
| 2003/04   | Eerste Divisie | 1     | Aufstieg      |
| 2004/05   | Eredivisie     | 18    | Abstieg       |
| 2005/06   | Eerste Divisie | 7     |               |
| 2006/07   | Eerste Divisie | 5     |               |
| 2007/08   | Eerste Divisie | 3     |               |
| 2008/09   | Eerste Divisie | 9     |               |
| 2009/10   | Eerste Divisie | 7     |               |
| 2010/11   | Eerste Divisie | 8     |               |
| 2011/12   | Eerste Divisie | 6     |               |
| 2012/13   | Eerste Divisie | 11    |               |
| 2013/14   | Eerste Divisie | 4     |               |
| 2014/15   | Eerste Divisie | 16    |               |
| 2015/16   | Eerste Divisie | 17    |               |
| 2016/17   | Eerste Divisie | 14    |               |
| 2017/18   | Eerste Divisie | 11    |               |
| 2018/19   | Eerste Divisie | 4     |               |
| 2019/20   | Eerste Divisie | 11    |               |
| 2020/21   | Eerste Divisie | 19    |               |
| 2021/22   | Eerste Divisie | 11    |               |
| 2022/23   | Eerste Divisie | 19    |               |
| 2023/24   | Eerste Divisie | 19    |               |

### 1897–1964: Wilhelmina und BVV
Bereits 1897 gründete sich der Fußballverein RKVV Wilhelmina. Ihm folgte zehn Jahre später die  TSV NOAD, die sich aber bald in BVV (Bossche Voetbal Vereniging) umbenannten. Mitte des 20. Jahrhunderts machte besonders BVV von sich Reden, als man jährlich gute Resultate erspielte. 1948 wurde der Verein sogar niederländischer Meister. In diesem Meisterschaftjahr spielte der Klub seine Heimspiele nicht in 's-Hertogenbosch, sondern trug sie im Heidelust in Vught aus. Dieser Erfolg brachte große Euphorie nach ’s-Hertogenbosch und die Stadt beschloss ein neues Stadion mit größerer Kapazität zu bauen, welches 1951 eingeweiht wurde. Nach vielen Diskussionen wurde 1954 der bezahlte Fußball in den Niederlanden eingeführt. Für ein relativ kleines Land wie die Niederlande bedeutete der Schritt zum Profifußball hohe finanzielle Anstrengungen der einzelnen Klubs. Einige Vereine spalteten sich oder gründeten sich neu, um am Profifußball teilzunehmen. BVV spielte zuerst auf der höchsten Ebene des Profifußballs, der Eredivisie. Dort konnte man jedoch nicht an die Erfolge des Vorjahrzehntes anknüpfen. 1956/57 schoss man zwar 70 Tore in 34 Partien – nur fünf weitere Klubs trafen öfter das gegnerische Tor – trotzdem hatte der Verein lange mit dem Klassenerhalt zu kämpfen und wurde nur 15. von 18 Mannschaften. Selbst Meister Ajax Amsterdam brachte es in diesem Jahr auf nur 64 eigene Tore. Grund für die schlechte Platzierung war auch, dass man mit 76 Gegentoren zu viele Gegentreffer zuließ. Nur die drei unter dem BVV stehenden Mannschaften griffen öfters hinter sich. Am 9. Dezember 1956 und am 7. April 1957 feierte der Klub zwei bemerkenswerte Siege. Gegen NAC Breda gelang ein 8:0-Erfolg, gegen die TSV NOAD reichte es zum 6:0-Sieg. Dem gegenüber standen aber auch immer wieder hohe Niederlagen. Gegen Feyenoord Rotterdam verlor BVV beide Spiele mit 1:5 und 0:5. Im Jahr darauf erfolgte der endgültige Absturz. BVV konnte nur sieben Siege im ganzen Saisonverlauf erspielen und war damit abgeschlagen auf dem letzten Tabellenrang. Die Defensive stand dabei noch schlechter als in der Spielzeit zuvor. 96 Gegentreffer waren die folge. Die höchste Saisonniederlage setzte es dabei am achten Spieltag, den 13. Oktober 1957, als der Klub mit 0:9 beim MVV Maastricht unterging. Wegen einer Schmiergeldaffäre wurde der Verein sofort in die Tweede Divisie durchgereicht.

### 1965–1998: Gründung & Entwicklung des FC Den Bosch
Um wieder attraktiven Fußball in 's-Hertogenbosch bieten zu können, wurde am 18. August 1965 ein neuer Verein gegründet. Er entstand aus der Fusion von BVV und Wilhelmina. Nachdem der Verein ab 1965/66 erstmals in die neue Saison gestartet war, entwickelte er sich in den Folgejahren zu einem etablierten Verein in der Eerste Divisie. In der Saison 1970/71 musste die Mannschaft nur zwei Spiele verloren abgeben. Schließlich gelang der Aufstieg in die Eredivisie und viele Fans träumten von neuen goldenen Zeiten. Doch das Abenteuer erste Liga hielt nur zwei Jahre, ehe es wieder in die Eerste Divisie ging. Bekannte Spieler in den Reihen des FC Den Bosch waren Volker Graul, Kees Krijgh, Hans van der Pluym und Roberto Abruseze, der erste Brasilianer im niederländischen Profifußball. Anfang der 1980er klopfte der Klub immer wieder an den Aufstieg in die Eredivisie an. Aber erst 1983 sollte es gelingen. Der FCDB wurde dritter und gelangte über die Relegation in das niederländische Oberhaus. In sechs Spielzeiten war der Verein nie schlechter als Platz zehn, aber auch nie besser als sechster in den Jahren 1984/85 und 1985/86. Dies waren zudem die besten Platzierungen im niederländischen Fußball in der Geschichte des Vereins. Großen Anteil daran hatte der damalige Trainer Rinus Israël, der das Team zwischen 1984 und trainierte, ehe er vom Liga-Top-Team Feyenoord Rotterdam abgeworben wurde. Im Sommer 1990 sackte der Klub dann aber wieder ab und musste den Gang in die zweite Liga machen. Auch dort hatte man im ersten Jahr nach dem Abstieg aus der Eredivisie zu kämpfen und wurde nur siebzehnter. Allerdings machte die Mannschaft im Pokalwettbewerb um den KNVB-Pokal von sich hören. Als Zweitligist schlug man bereits in der 3. Runde den Favoriten Sparta Rotterdam mit 3:1 vor heimischer Kulisse. Im Viertel- und Halbfinale bot man Vitesse Arnheim (0:0) und Roda JC Kerkrade (2:2) die Stirn und zwang diese ins Elfmeterschießen. Durch 4:3- bzw. 4:2-Siege zog Den Bosch ins Endspiel ein. Gegen Feyenoord Rotterdam zog der Klub aber schließlich mit 0:1 den Kürzeren und hatte somit das Nachsehen. Nachdem bereits 1990 Hans van der Pluym die Mannschaft übernommen hatte, gelang ihm 1991/92 der Umbruch, und er führte die Mannschaft wieder in die erste Liga zurück. Dort blieb man aber nur für eine Saison.

### 1999–2010: Dritte Zweitligameisterschaft und Fahrstuhlmannschaft
Anfang der 2000er entwickelte sich das Team zu einer Fahrstuhlmannschaft. Zwischen 1999 und 2005 gelangen drei Aufstiege, dem drei Abstiege gegenüberstehen. Alle drei Aufstiegen gelangen, nachdem je der erste Rang in der Eerste Divisie gelang. In der gleichen Zeit verschliss man elf Trainer bzw. Trainerteams, die die Spieler betreuten. Seit 2005/06 ist der Klub wieder zweitklassig. Jedes Jahr startet er mit Ambitionen auf den Aufstieg, ohne denen wieder gerecht geworden zu sein. Einzig 2007/08 qualifizierte man sich nochmal für die Relegationsspiele um den Aufstieg. Nach einem 1:0-Sieg gegen den FC Zwolle, folgten zwei Niederlagen und somit verpasste man die Final-Relegations-Partie gegen De Graafschap. Auch in die Saison 2009/10 startete man schlecht. Erst am sechsten Spieltag gelang gegen den FC Omniworld ein 4:3-Sieg, der die Wende im Saisonverlauf bringen sollte. Bis zum einschließlich 17. Spieltag blieb die Mannschaft ungeschlagen und kämpfte sich von Rang 17 auf vier vor. Besonderen Anteil hatte dabei Leihstürmer Fabio Caracciolo, dem in dieser Zeit vierzehn Treffer gelangen. In der Rückrunde hielt der Klub das Leistungsniveau und schloss die Liga auf Rang sieben ab. Mit zwölf Unentschieden in insgesamt 36 Partien teilte sich der FC die meisten Punkte der Liga mit den gegnerischen Teams. Mit der Leistung qualifizierte sich die Mannschaft für die Play-off-Spiele, wo man jedoch bereits in der ersten Runde an Helmond Sport scheiterte.

### 2011-heute: Aktuelle Entwicklung
2010/11 war Platz neun in der Tabelle abzulesen. Somit stand man erneut in der Aufstiegsrunde. der FC überstand Runde eins, verlor dann jedoch gegen Excelsior Rotterdam. In der Saison 2022/23 kassierte die Mannschaft mit 0:13 bei PEC Zwolle die bis dahin höchste Niederlage in der Geschichte der Eerste Divisie.

## Wissenswertes

### Spieler
- Bester Angreifer in der Eerste Divisie war Harry van der Laan. Ihm gelangen 1998/99 insgesamt dreißig Treffer.
- Bester Angreifer in der Eredivisie war Hans Gillhaus. Ihm gelangen 1986/87 insgesamt siebzehn Treffer.
- Die besten Platzierungen in der Torschützenliste für einen Spieler des FC Den Bosch in der Eerste Divisie gelangen Leo Ouwens (1970/71 mit 11 Toren), Harry van der Laan (1989/99 mit 30 Toren), Bart Van Den Eede (2000/01 mit 23 Toren) und Stefan Jansen (2003/04 mit 25 Toren) mit je Platz eins.
- Die besten Platzierungen in der Torschützenliste für einen Spieler des FC Den Bosch in der Eredivisie gelangen Hans Gillhaus (1985/86 mit 16 Toren) und Peter van der Waart (1985/86 mit 12 Toren) mit je Platz sechs.

### Verein
- Die längste Zeit ununterbrochen in der Eredivisie hatte der FC Den Bosch zwischen 1983 und 1990 mit insgesamt sieben Jahren.
- Insgesamt spielte der FC Den Bosch elf Spielzeiten in der Eredivisie.

### Weiteres
- Das Maskottchen des Klubs ist Bozzie, ein grüner Drache im Dress des FC Den Bosch.

## Stadion

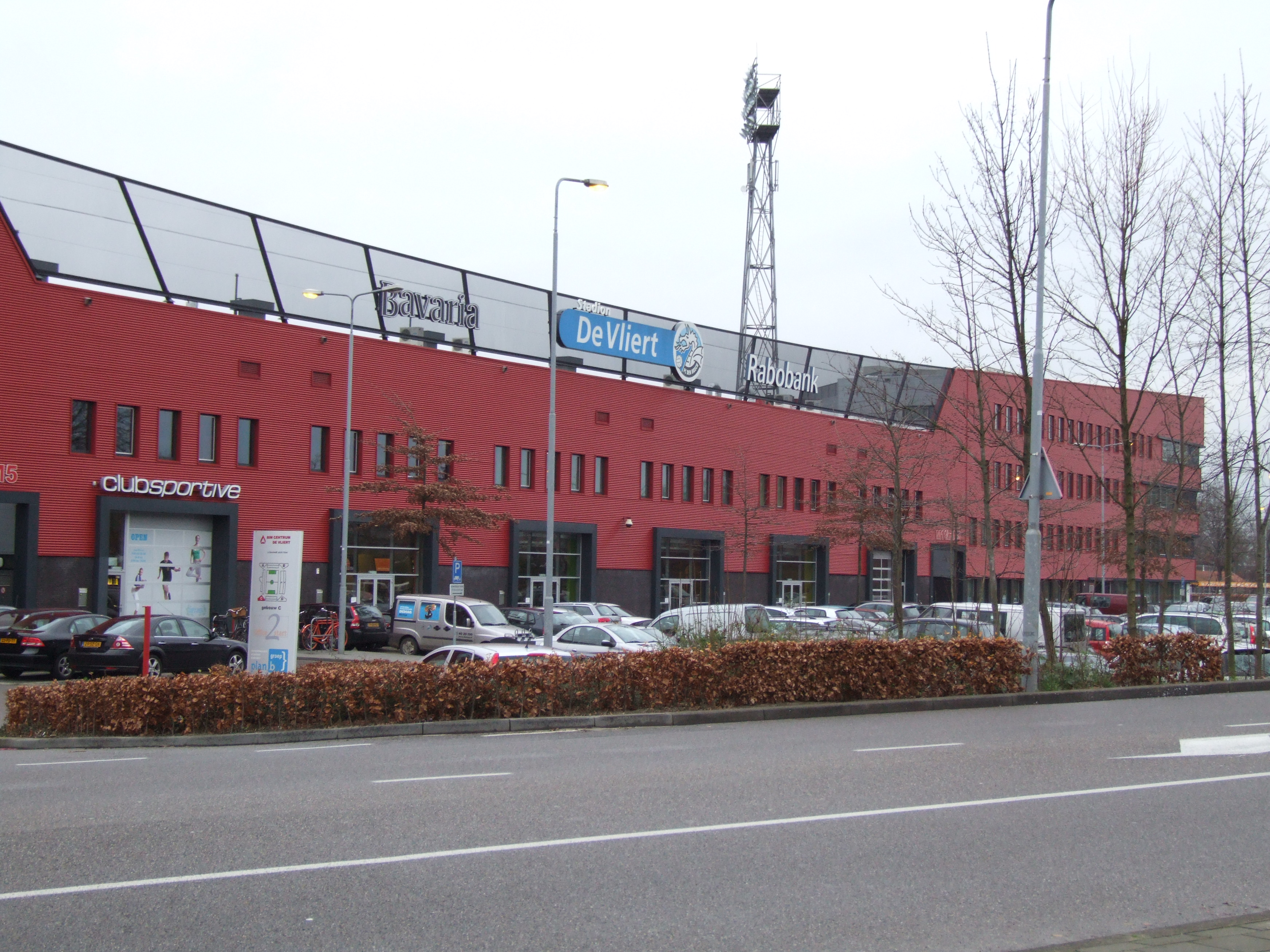
Das Stadion De Vliert in ’s-Hertogenbosch.

Ihre Heimspiele trägt die Mannschaft im Stadion De Vliert aus. Die Mehrzweckarena befindet sich in der Stadt ’s-Hertogenbosch. Das Stadion wurde 1951 eingeweiht. Mit einer damaligen Zuschauerkapazität von 30.000 Plätzen war es hinter dem Olympiastadion Amsterdam und De Kuip die größte Sportarena des Landes. Heute hat es eine Kapazität von 9.000 Zuschauerplätzen. Zeitweise erhielt das Stadion den Namen Ecco-Stadion. Für die Folgezeit ist geplant, die Arena zu erweitern, um eine Kapazität von 13.500 Zuschauern zu erreichen.

## Kader 2024/25
Stand: 11. September 2024
| Nr. |                | Position | Name                  |
| --- | -------------- | -------- | --------------------- |
| 1   | Niederlande    | TW       | Mees Bakker           |
| 3   | Niederlande    | AB       | Victor van den Bogert |
| 4   | Niederlande    | MF       | Yuya Ikeshita         |
| 5   | Niederlande    | AB       | Stan Henderikx        |
| 7   | Niederlande    | ST       | Vieiri Kotzebue       |
| 8   | Niederlande    | MF       | Rein van Hedel        |
| 9   | Deutschland    | ST       | Törles Knöll          |
| 10  | Niederlande    | MF       | Thijs van Leeuwen     |
| 11  | Niederlande    | ST       | Danny Verbeek         |
| 14  | Niederlande    | AB       | Nick de Groot         |
| 15  | Niederlande    | AB       | Teun van Grunsven     |
| 16  | Kongo Republik | ST       | Kévin Monzialo        |
| 17  | Niederlande    | ST       | Byron Burgering       |
| 18  | Niederlande    | AB       | Rick Mulders          |
| 19  | Luxemburg      | ST       | David Jonathans       |

| Nr. |             | Position | Name                 |
| --- | ----------- | -------- | -------------------- |
| 20  | Niederlande | ST       | Hicham Acheffay      |
| 21  | Niederlande | ST       | Denzel Kuijpers      |
| 22  | Suriname    | ST       | Danzell Gravenberch  |
| 23  | Slowakei    | MF       | Mikuláš Bakaľa       |
| 24  | Niederlande | AB       | Stan Maas            |
| 27  | Deutschland | AB       | Ricardo Henning      |
| 29  | Marokko     | MF       | Zaid el Bakkali      |
| 30  | Georgien    | MF       | Schalwa Ogbaidse     |
| 31  | Niederlande | TW       | Tjemme Bijlsma       |
| 33  | Niederlande | AB       | Mees Laros           |
| 34  | Niederlande | ST       | Yannick Keijser      |
| 36  | Niederlande | AB       | Pepijn van de Merbel |
| 40  | Marokko     | ST       | Ilias Boumassaoudi   |
| 47  | Sudan       | AB       | Sheddy Barglan       |
| 48  | Niederlande | TW       | Silver Elum          |

## Erfolge
- Niederländischer Meister: 1948 (als BVV)
- KNVB-Pokal-Finalist: 1991
- Sieger der Eerste Divisie: 1966, 1971, 1999, 2001, 2004

## Ehemalige Spieler
(Auswahl)
- Maikel Aerts (1994–2001; u. a. für Feyenoord Rotterdam aktiv)
- Otman Bakkal (2004–2005; aktueller niederländischer Nationalspieler)
- Regi Blinker (1988–1989; ehemaliger niederländischer Nationalspieler)
- Giuseppe Canale (1997–1998; ehemaliger Spieler für FC Gütersloh, SC Paderborn 07, Fortuna Düsseldorf u. a.)
- Delano Hill (1995–1996; ehemaliger Spieler für Hansa Rostock u. a.)
- Hans Gillhaus (1983–1987; ehemaliger niederländischer Nationalspieler)
- Volker Graul (1973–1974; ehemaliger Spieler für Arminia Bielefeld, Fortuna Köln, VfL Osnabrück u. a.)
- Theo de Jong (1983–1987; ehemaliger niederländischer Nationalspieler)
- Ruud Kaiser (1984–1988; 128 Ligaspiele für Den Bosch; ehemaliger Trainer für Dynamo Dresden)
- Hendrik Krüzen (1986–1988, 1989; ehemaliger niederländischer Nationalspieler)
- Theo Lucius (1996–1998, 2009-heute; ehemaliger niederländischer Nationalspieler)
- Rob Wielaert (1999–2001; u. a. für Ajax Amsterdam und PSV Eindhoven aktiv)
- Max van Beurden (1940er Spieler für Vorgängerverein BVV/Caterpillar; ehemaliger niederländischer Nationalspieler)
- Peter van den Berg (2006–2009; 93 Ligaspiele für Den Bosch)
- Ruud van Nistelrooy (1993–1997; ehemaliger niederländischer Nationalspieler; u. a. für Manchester United, Real Madrid und Hamburger SV aktiv)
- Paul Jans (2008-heute; ehemaliger Spieler für Rot-Weiss Essen)
- Leo Väisänen (2018–2019; aktueller finnischer Nationalspieler)

## Trainer
Erster Trainer nach Gründung des FC Den Bosch war Ben Tap. Dieser war fünf Jahre im Amt, ehe er von Jan Remmers abgelöst wurde. Damit stellt Tap zudem den Rekord als Cheftrainer beim FCDB auf. Die einzigen Trainer, welche mehr als einmal den Posten besetzten, waren Rinus Israël sowie der derzeitige Coach Jan Poortvliet. Erster ausländischer Trainer wurde im Sommer 2009 der Belgier Marc Brys.

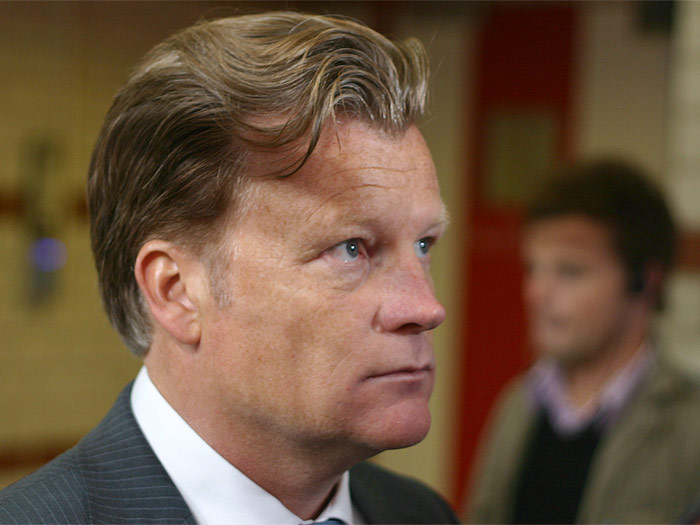
Mark Wotte (2000)

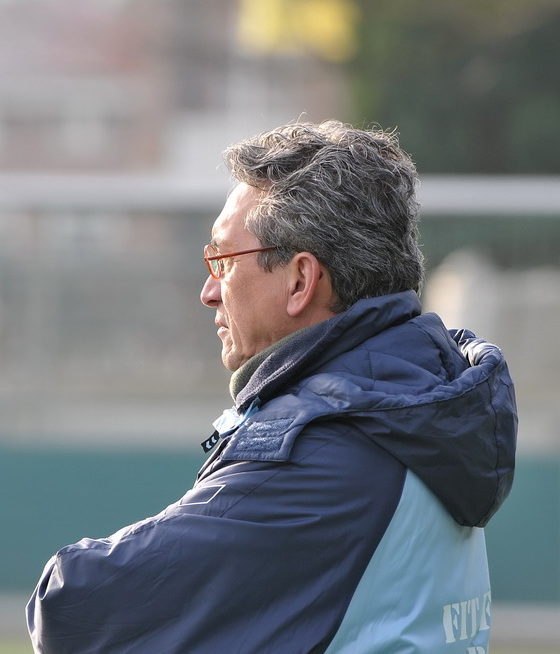
André Wetzel (2000, Interimstrainer)

| Name des Trainers                                                               | Zeitraum        |
| ------------------------------------------------------------------------------- | --------------- |
| Ben Tap                                                                         | 1965–1970       |
| Jan Remmers                                                                     | 1970–1974       |
| Nol de Ruiter                                                                   | 1974–1976       |
| Ad Zonderland                                                                   | 1976–1978       |
| Hans Verèl                                                                      | 1981–1984       |
| Rinus Israël                                                                    | 7/1984 – 6/1986 |
| Theo de Jong                                                                    | 7/1986 – 6/1989 |
| Rinus Israël                                                                    | 7/1989 – 6/1991 |
| Hans van der Pluym                                                              | 1990–1995       |
| Chris Dekker                                                                    | 7/1995 – 6/1996 |
| Kees Zwamborn                                                                   | 1996–1998       |
| Martin Koopman                                                                  | 1998–2000       |
| Mark Wotte                                                                      | 2000            |
| André Wetzel und Jan van Grinsven (Interimtrainergespann)                       | 2000            |
| Jan Poortvliet                                                                  | 7/2000 – 6/2001 |
| Wiljan Vloet                                                                    | 7/2001 – 6/2002 |
| Gert Kruys                                                                      | 7/2002 – 6/2004 |
| Henk Wisman                                                                     | 7/2004 – 3/2005 |
| Jan van Grinsven, Fred van der Hoorn und Wim van der Horst (Interimtrainertrio) | 2005            |
| Theo Bos                                                                        | 7/2005 – 1/2009 |
| Jan van Grinsven, Fred van der Hoorn und Wim van der Horst (Interimtrainertrio) | 2009            |
| Marc Brys                                                                       | 7/2009 – 5/2010 |
| Alfons Groenendijk                                                              | 6/2010 – 6/2012 |
| Jan Poortvliet                                                                  | 6/2012 – 2013   |
| Ruud Kaiser                                                                     | 2013–2015       |

## Weitere Teams

### Nachwuchsmannschaften
Der FC Den Bosch bildet eigene Nachwuchsmannschaften aus. Diese werden von der E bis zur A-Jugend von Trainern geschult und betreut. In der U-23 folgt dann schließlich der Übergang in den Herrenbereich. Vorrangig ausgebildet werden die Nachwuchskicker, um später in der Profimannschaft eingeführt zu werden. Bekanntester Nachwuchsspieler ist der spätere Nationalspieler Ruud van Nistelrooy. Leiter der Jugendabteilung ist der ehemalige Profifußballer Fred van der Hoorn, der 2005 kurzzeitig sogar die Leitung des Profiteams übernahm. Für die Nachwuchsmannschaft scoutet der FC Den Bosch flächenmäßig 50 km um die Stadt herum, mit dem Ziel, neue Talente zu finden. Dabei arbeitet der Klub auch mit Amateurteams der Region zusammen. Auf dem Gelände des FCDB befindet sich zudem eine Fußballschule, wo die Spieler Unterkunft und Betreuung haben.